# Trockenhänge bei Böttigheim
Das Naturschutzgebiet Trockenhänge bei Böttigheim liegt auf dem Gebiet des Marktes Neubrunn im unterfränkischen Landkreis Würzburg. Es besteht aus sechs Teilflächen, die den Neubrunner Gemeindeteil Böttigheim umgeben.

## Lage
Die sechs Teilgebiete erstrecken sich zu beiden Seiten der WÜ 11 und des Limbachsgrabens, eines Zuflusses der westlich fließenden Tauber. Am südlichen Rand und westlich und östlich des Gebietes verläuft die Landesgrenze zu Baden-Württemberg.

## Geschichte
Das Naturschutzgebiet mit den Nummern NSG-00742.01 bis NSG-00742.06 wurde 1999 zunächst mit einer Gesamtfläche von 49 ha ausgewiesen. Der größte Teil davon ist ebenfalls als Natura-2000-Gebiet geschützt (FFH-Gebiet 6223-301, 46,98 ha). Im Jahr 2007 wurde das Naturschutzgebiet auf 151 ha erweitert.

## Flora und Fauna
In früheren Zeiten war an den sonnigen Hanglagen um Böttigheim Weinbau betrieben worden, andere Flächen hatten als extensive Schafweide gedient. Nach Aufgabe dieser Bewirtschaftung entwickelte sich ein Mosaik aus trockenwarmen Magerrasen, Felsbändern, Säumen, Hecken, Gebüschen, Wäldern, Mauern, Steinriegeln sowie Streuobstwiesen. Diese unterschiedlichen Lebensräume bieten zahlreichen seltenen und teilweise gefährdeten Tier- und Pflanzenarten geeignete Lebensräume.
Zu den bemerkenswerten Pflanzen zählen beispielsweise Diptam, Rauer Alant, Schwalbenwurz, Edel-Gamander sowie 20 Orchideenarten. Als große Rarität für Bayern gilt der Lothringer Lein.
Im Steinbruch am Kreuzberg nistet der Uhu. Zauneidechse und Schlingnatter leben im Naturschutzgebiet. Viele wärmeliebende Insekten besiedeln das Gebiet, darunter die gefährdeten Arten  Langfühleriger Schmetterlingshaft, Italienische Schönschrecke, Westliche Beißschrecke und Rotflügelige Ödlandschrecke.

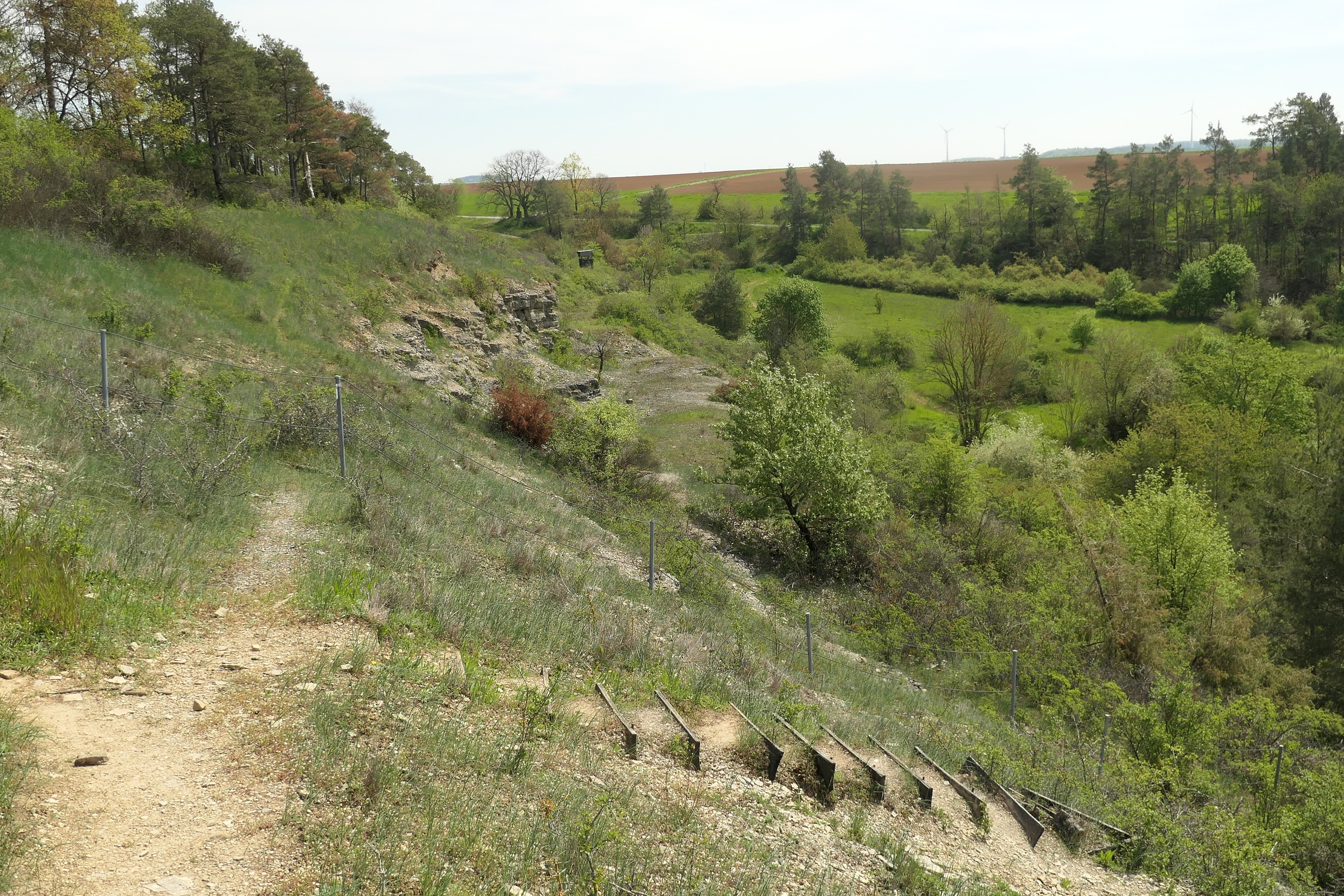
Magerstandort und Steinbruch am Kreuzberg.  (2023)
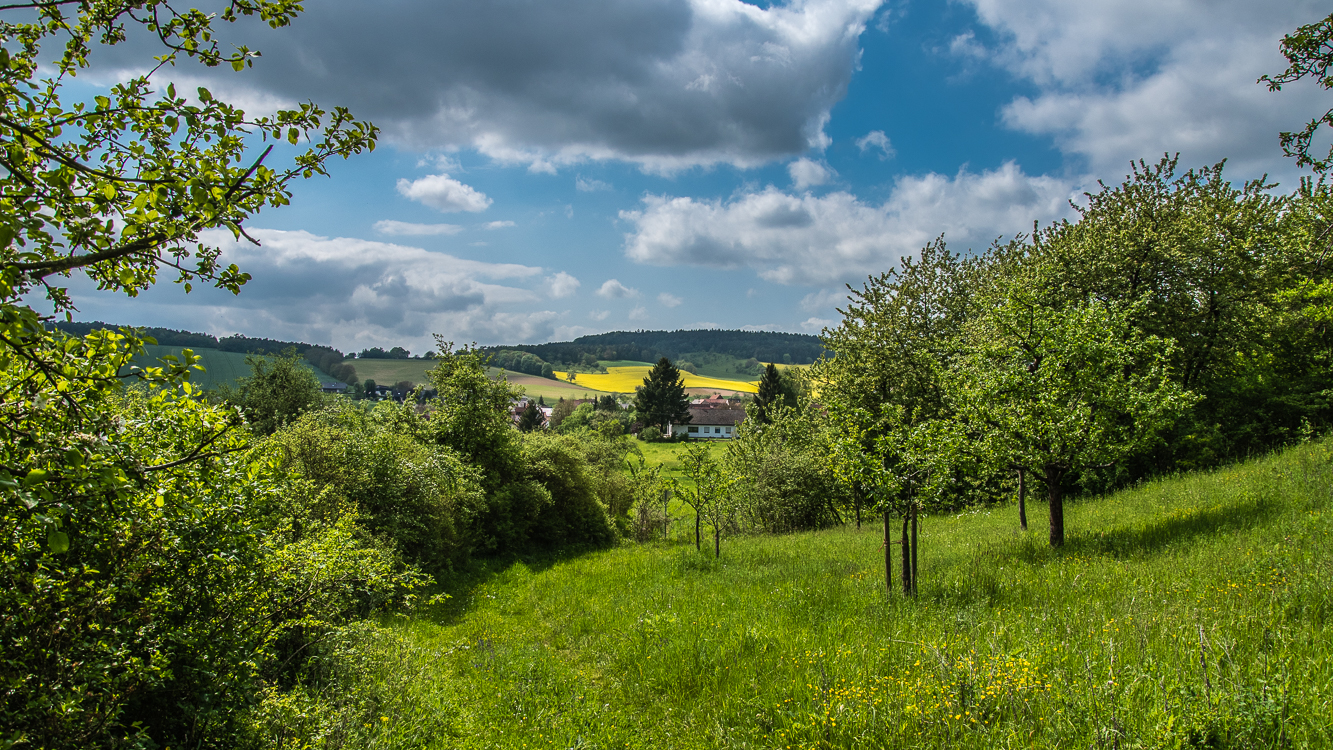
Nördliche Teilfläche, Obstwiese (2016)
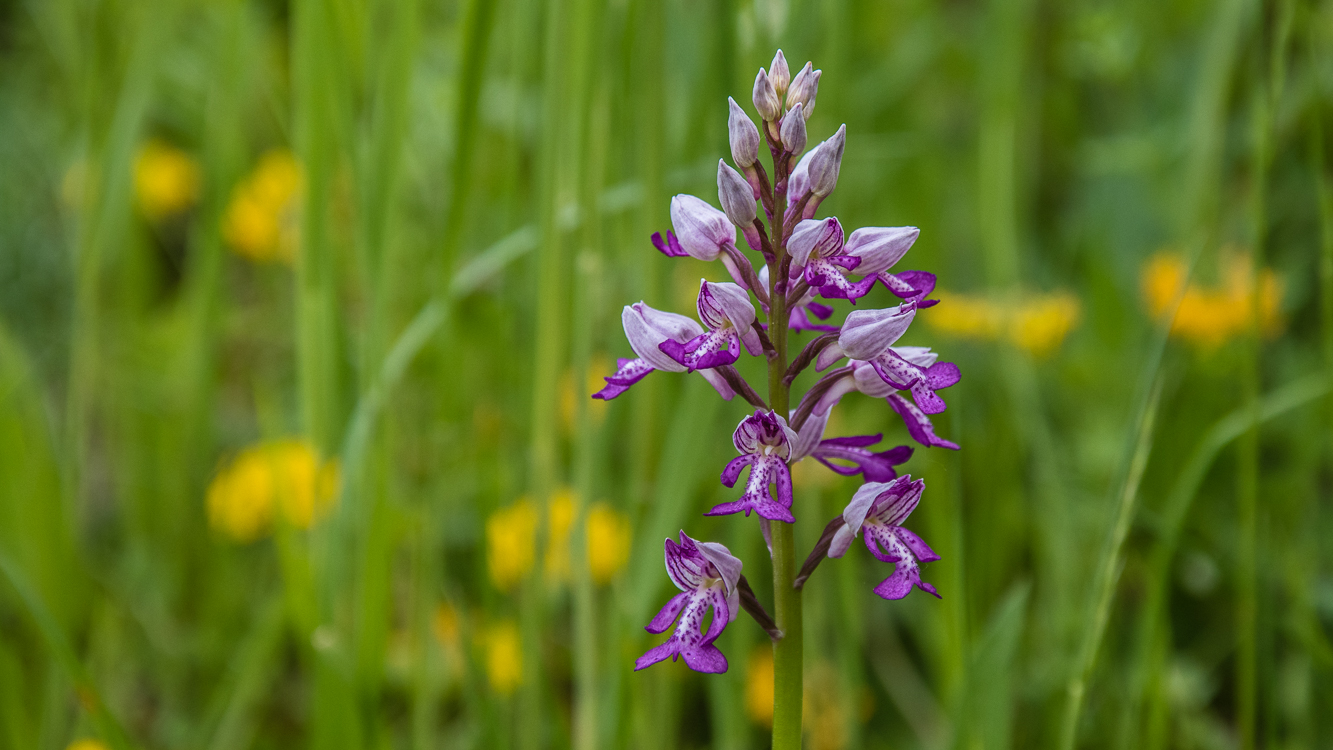
Helm-Knabenkraut im NSG
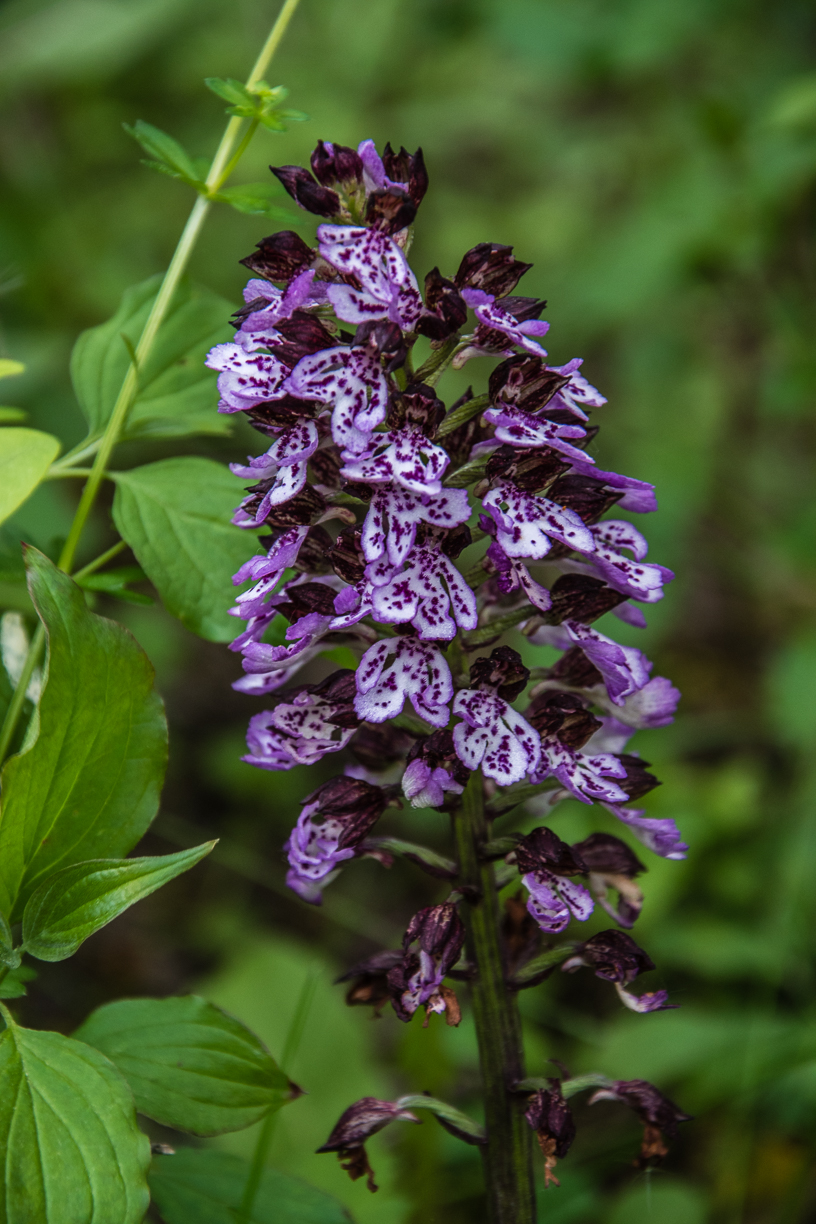
Purpur-Knabenkraut im NSG
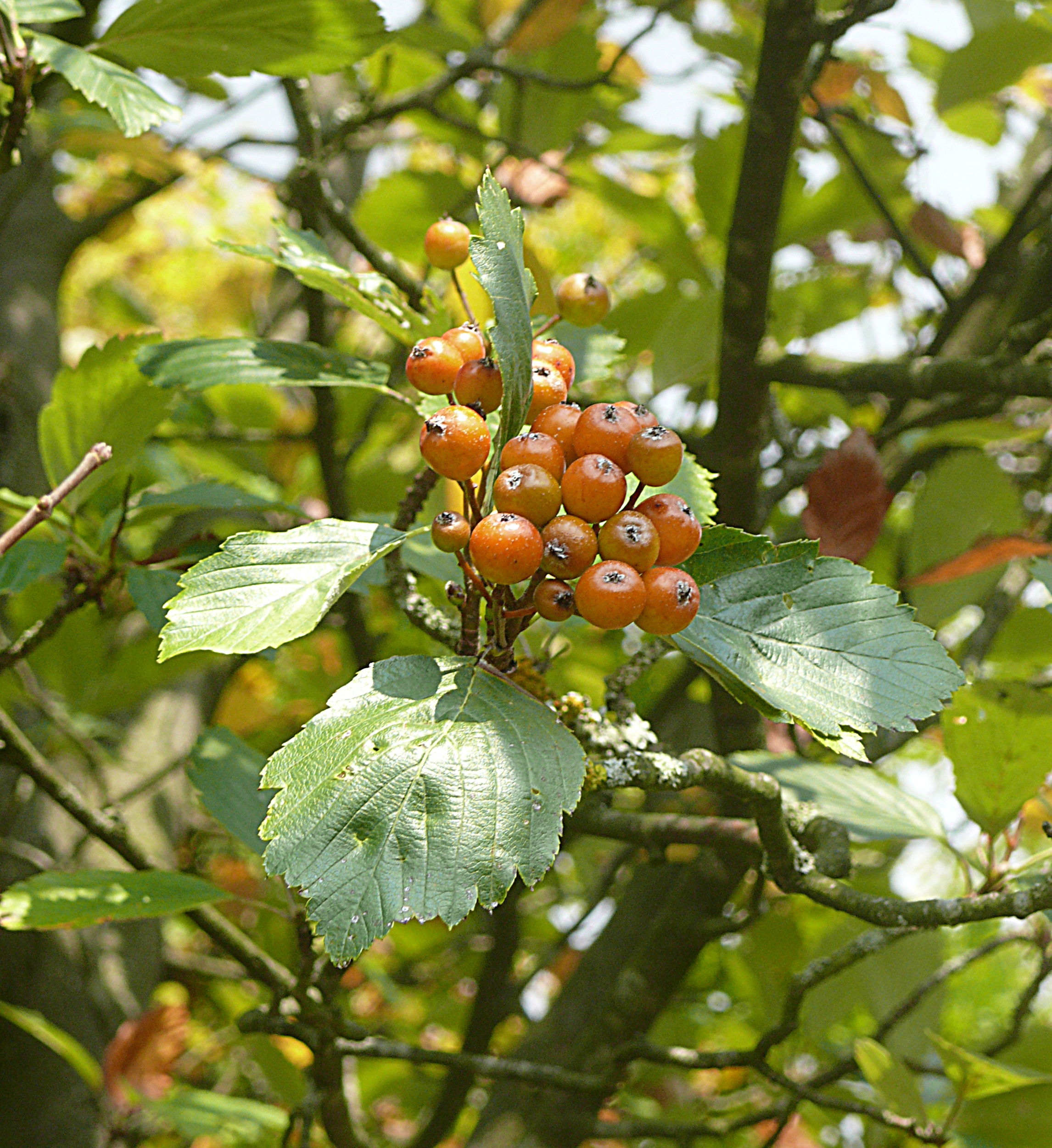
Seybold-Mehlbeere im NSG